# بلانت (حشيش)
البلانت هو سجائر تم تجويفها وملؤها بالقنب.يتم لفها باستخدام اوراق التبغ,عادة من سيجار رخيص الثمن,او اي غلاف اخر لا يحتوي على لاصق مثل لفة الحشيش , البلانت مختلف عن الجوينت، الذي يستخدم اوراق لفائف السجائر.

## التاريخ وأصل الكلمة
نشأت هذه العادة في بلدان مثل نيويورك، فيلادلفيا وبالتيمور.اخذت الاسم من سجائر phillies Blunt, على الرغم من أنه يمكن استخدام أي سيجارة رخيصة أو سيجاريلو متاحة ، اعتمادًا على مدى ملاءمتها وتوفرها.مرادفات اخرى شائعة للبلانت تشمل "إل بي" أو "إل" (من علامة إل برودوكتو) و"داتش" (من داتش ماسترز). تعد Backwoods وSwisher Sweets وWhite Owl و4k cigars/cigarillos من العلامات التجارية الشهيرة الأخرى التي يمكن استخدامها للف البلانت.

## بلانت جاهزة
البلانتس تأتي أيضًا على شكل لفائف تبغ جاهزة مع مئات النكهات المتوفرة عبر العديد من العلامات التجارية. بالإضافة إلى استخدام السجائر و سيجاريلو الرخيص لتدخين القنب، يُستخدم أيضًا لفائف السجائر أو "لفائف البلانت" لنفس الغرض.

## مصطلح صناعة التبغ.
في صناعة التبغ, يتم تعريف البلانت على أنه سيجار أعرض من السيجاريلو وليس بعرض كورونا.

## إدمان النيكوتين
نظرًا لاحتواء لفائف البلانت على التبغ، تحمل البلانت معها مخاطر استخدام التبغ، بما في ذلك الإدمان على النيكوتين.

## انظر ايضا
- لفة حشيش
- تدخين الحشيش
- تدخين